# Eleição municipal de Taubaté em 2012
A eleição municipal de Taubaté em 2012 aconteceu no dia 7 de outubro e 28 de outubro para eleger um prefeito, um vice-prefeito e 19 vereadores no município de Taubaté, no Estado de São Paulo, no Brasil. O prefeito eleito foi Ortiz Junior, do PSDB, com 62% dos votos válidos, sendo vitorioso no segundo turno em disputa com o adversário Isaac do Carmo (PT) . 
O pleito em Taubaté foi parte das eleições municipais nas unidades federativas do Brasil.
A disputa para as 19 vagas na Câmara municipal de Taubaté , teve como vencedora, com a maioria dos votos, a vereadora Graça , que obteve 6.247 votos (4,8% dos votos válidos) .

## Antecedentes
Na eleição municipal de 2008, Roberto Pereira Peixoto, do PMDB, derrotou o candidato do PV, José Afonso Lobato no primeiro turno . Roberto Pereira Peixoto concorreu à prefeitura duas vezes, em 2004 pelo PSDB e em 2008 pelo PMDB, ano em que foi reeleito. Ele concluiu seu segundo mandato sob ameaça de afastamento e enfrentou um processo de impeachment, em 2011, na Câmara de vereadores  por suspeita de participar de um esquema de superfaturamento e desvio de dinheiro na compra de merenda e distribuição irregular de medicamentos. A sua administração foi avaliada como ruim ou péssima por 64% dos eleitores .

## Eleitorado
Na eleição de 2012, estiveram aptos a votar 171.143 taubateanos ,o que correspondia a 92,28% da população da cidade.

## Candidatos
Foram cinco candidatos à prefeitura em 2012: Bernardo Ortiz Junior do PSDB, Isaac do Carmo do PT Mário Ortiz do PSD, Padre Afonso do PV e Jenis de Andrade do PSOL .
| Candidato(a)          | Vice                       | Partido | Coligação |
| --------------------- | -------------------------- | ------- | --- |
| Bernardo Ortiz Junior | Professor Edson do Senai   | PSDB    | "Taubaté com tudo de Novo " (PRB / PP / PDT / PTB / PSC / DEM / PRTB / PHS / PMN / PTC / PSB / PRP / PSDB / PC do B) |
| Isaac do Carmo        | Rubens Fernandes           | PT      | "Taubaté Crescendo com o Brasil" (PT / PMDB / PSDC)                                                                  |
| Mário Ortiz           | Rubens Freire              | PSD     | "Muda Taubaté" (PTN / PPS / PSD)                                                                                     |
| Padre Afonso          | Claudio Testa da Long Time | PV      | "Reconstrução e Trabalho" (PSL / PR / PV / PPL / PT do B)                                                            |
| Jenis de Andrade      | Antonio Marmo              | PSOL    | "PSOL" |

## Resultados

### Prefeito
No dia 28 de outubro, Bernardo Ortiz Junior foi eleito com 62% dos votos válidos.
| Candidato(a)                 | Vice                           | 2º Turno 28 de outubro de 2012 | 2º Turno 28 de outubro de 2012 |
| Candidato(a)                 | Vice                           | Votação                        | Votação                        |
|                              |                                | Total                          | Porcentagem                    |
| ---------------------------- | ------------------------------ | ------------------------------ | ------------------------------ |
| Bernardo Ortiz Junior (PSDB) | Professor Edson do Senai (PTB) | 99.365                         | 62,92%                         |
| Isaac do Carmo (PT)          | Rubens Fernandes (PMDB)        | 58.560                         | 37,08%                         |
| Total de votos válidos       | Total de votos válidos         | 157.925                        | 92,28%                         |
| Votos em branco              | Votos em branco                | 4.802                          | 2,82%                          |
| Votos nulos                  | Votos nulos                    | 8.398                          | 4,91%                          |
| Total                        | Total                          | 171.143                        | 100%                           |
| Abstenções                   | Abstenções                     | 44.008                         | 20,45%                         |
| Votos apurados               | Votos apurados                 | 171.143                        | 100%                           |
| Total de eleitores           | Total de eleitores             | 215.151                        | 100%                           |

### Vereador
Dos dezenove (19) vereadores eleitos, quatro (4) eram mulheres . A vereadora mais votada foi Graça, que teve 6.247 votos.
| Resultado da eleição para a Câmara Municipal de Taubaté em 2012 por candidato | Resultado da eleição para a Câmara Municipal de Taubaté em 2012 por candidato | Resultado da eleição para a Câmara Municipal de Taubaté em 2012 por candidato | Resultado da eleição para a Câmara Municipal de Taubaté em 2012 por candidato | Resultado da eleição para a Câmara Municipal de Taubaté em 2012 por candidato |
| Candidato                                                                     | Número                                                                        | Partido                                                                       | Votos                                                                         | Porcentagem                                                                   |
| ----------------------------------------------------------------------------- | ----------------------------------------------------------------------------- | ----------------------------------------------------------------------------- | ----------------------------------------------------------------------------- | ----------------------------------------------------------------------------- |
| Graça                                                                         | 40999                                                                         | PSB                                                                           | 6.247                                                                         | 4,08%                                                                         |
| Alexandre da Metropolitana                                                    | 15123                                                                         | PMDB                                                                          | 5.611                                                                         | 3,66%                                                                         |
| Pollyana Gama                                                                 | 23051                                                                         | PPS                                                                           | 5.567                                                                         | 3,64%                                                                         |
| Vereador Digão                                                                | 45045                                                                         | PSDB                                                                          | 5.457                                                                         | 3,56%                                                                         |
| Gorete                                                                        | 25250                                                                         | DEM                                                                           | 2.882                                                                         | 1,88%                                                                         |
| Bilili de Angelis                                                             | 45046                                                                         | PSDB                                                                          | 2.880                                                                         | 1,88%                                                                         |
| Joao Marcos Vidal                                                             | 40123                                                                         | PSB                                                                           | 2.484                                                                         | 1,62%                                                                         |
| Paulo Miranda                                                                 | 11190                                                                         | PP                                                                            | 2.433                                                                         | 1,59%                                                                         |
| Diego                                                                         | 45800                                                                         | PSDB                                                                          | 2.432                                                                         | 1,59%                                                                         |
| Salvador                                                                      | 13013                                                                         | PT                                                                            | 2.264                                                                         | 1,48%                                                                         |
| Joffre Neto                                                                   | 40140                                                                         | PSB                                                                           | 2.220                                                                         | 1,45%                                                                         |
| Nunes Coelho                                                                  | 10123                                                                         | PRB                                                                           | 2.146                                                                         | 1,40%                                                                         |
| Vera Saba                                                                     | 13000                                                                         | PT                                                                            | 2.087                                                                         | 1,36%                                                                         |
| Luizinho da Farmácia                                                          | 22222                                                                         | PR                                                                            | 2.054                                                                         | 1,34%                                                                         |
| Carlos Peixoto                                                                | 15015                                                                         | PMDB                                                                          | 1.897                                                                         | 1,24%                                                                         |
| Professor Douglas Cabonne                                                     | 65500                                                                         | PC do B                                                                       | 1.689                                                                         | 1,10%                                                                         |
| Professor Jeferson Campos                                                     | 43135                                                                         | PV                                                                            | 1.683                                                                         | 1,10%                                                                         |
| Neneca                                                                        | 12444                                                                         | PDT                                                                           | 1.681                                                                         | 1,10%                                                                         |
| Noilton Ramos                                                                 | 55555                                                                         | PSD                                                                           | 1.295                                                                         | 0,85%                                                                         |

| Votos válidos   | Votos válidos   | 153.149 | 87,91% |
| Votos nulos     | Votos nulos     | 10.748  | 6,17%  |
| Votos em branco | Votos em branco | 10.316  | 5,92%  |
| Total           | Total           | 174.213 | 100%   |
| --------------- | --------------- | ------- | ------ |